# San Salvador (Entre Ríos)
San Salvador – miasto w Argentynie, w prowincji Entre Ríos, stolica departamentu o tej samej nazwie.
Według danych szacunkowych na rok 2010 miejscowość liczyła 12 733 mieszkańców.